# Edifício Itália

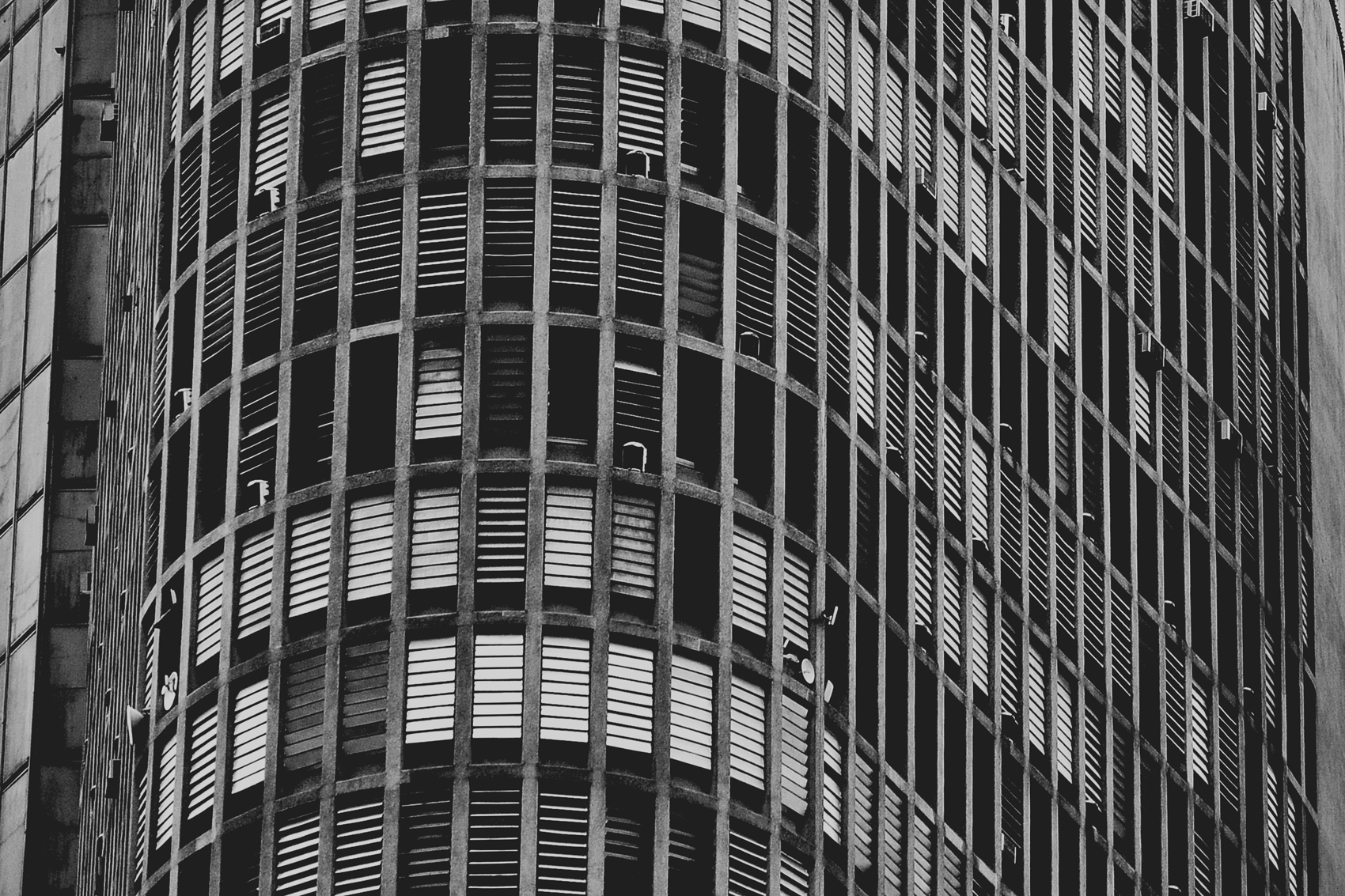
Detail der Fassade, gut zu erkennen sind die brise-soleils

Das Edifício Italia, offiziell Circolo Italiano, ist ein 165 Meter hohes Bürogebäude im Zentrum der brasilianischen Stadt São Paulo. Mit seiner Höhe ist es das zweithöchste Gebäude der Stadt São Paulo nach dem 170 Meter hohen Mirante do Vale. Das Edifício Itália umfasst insgesamt 46 Stockwerke und 19 Aufzüge und befindet sich an der Kreuzung Avenida São Luís/Avenida Ipiranga und trägt die Adresse Avenida Ipiranga 344. Das vom von deutschstämmigen Architekten Franz Heep entworfene und von 1953 bis 1965 errichtete Gebäude ist heute eines der Wahrzeichen der Stadt und steht als eines der bekanntesten Beispiele brasilianischer Hochhausarchitektur unter Denkmalschutz.

## Geschichte
In der ersten Hälfte des 20. Jahrhunderts erlebte São Paulo eine starke industrielle und städtebauliche Entwicklung und entwickelte sich zur größten Stadt des Landes. Im Zuge dieser Urbanisierungs- und Modernisierungsprozesse entstanden zahlreicher Bauwerke die wegweisend für die brasilianische moderne Architektur waren.
Das Gebäude entstand im Auftrag und des italienischen Einwandererclubs Circolo Italiano. Mit dem Bau war seitens der italienischen migrantischen Gemeinde in São Paulo eine starke Symbolik verbunden, sollte er doch den sozialen und wirtschaftlichen Aufstieg der Einwanderer darstellen. 1953 begann das Bauunternehmen Otto Meinberg mit den Planungen für das Gebäude und schrieb einen internationalen Architekturwettbewerb für den Entwurf des Gebäudes aus. Zu den geladene Architekten gehörten Franz Heep, Gio Ponti und Gregori Warchavchik durchgeführt. Heeps Entwurf gewann den Wettbewerb.
Heep entwarf ein aus vier Teilen bestehendes Bauwerk: Den Grundstock in Form eines Rhombus, der das gesamte Grundstück einnimmt, und vor allem für Restaurants und die durch zwei Eingänge erreichbare Einkaufsgalerie gedacht war; zwei achtstöckige Blöcke, sowie darauf alle weiteren Stockwerke. Heep entwarf den Turm in der Diagonalen des rhombusförmigen Grundstücks, um die größtmögliche Geschossfläche zwischen den Straßen gemäß dem damaligen Baurecht zu errichten. Architektonisch gilt nicht nur die abgerundete, uniforme Fassadenform mit ihren brise-soleils als besonders, sondern auch die an die Windschneisen angepasste Bauform. Bei den Entwurf erhielt Franz Heep Unterstützung von Osvaldo de Moura Abreu, Waldemar Tietz und Nelso de Barros Camargo.
Die Bauarbeiten begannen 1953 und wurden 1965 abgeschlossen – zu dem Zeitpunkt war es das größte Gebäude der Stadt. Insgesamt umfasst das Gebäude eine Geschossfläche von 52.000 Quadratmeter. Die Eröffnung fand laut einer Zeitungsmeldung am 5. Mai 1965 statt.
Angesichts des Auftretens größerer Brände in der Stadt in den 1970er Jahren, wie in den Gebäuden Edifício Andraus und Edifício Joelma, erhielt das Gebäude nachträglich eine externe Nottreppe. Mit dem zunehmenden Verfall der Innenstadt von São Paulo in den 1980er Jahren verlor auch die Einkaufsgalerie an Bedeutung. Aus Sicherheitsgründen wurde später der Zugang zur Avenida São Luís geschlossen, was praktisch zum Ende der Einkaufsgalerie führte. Nur noch die vorderen Läden am Zugang zur Avenida Ipiranga sind weiterhin in Betrieb.

## Einrichtungen

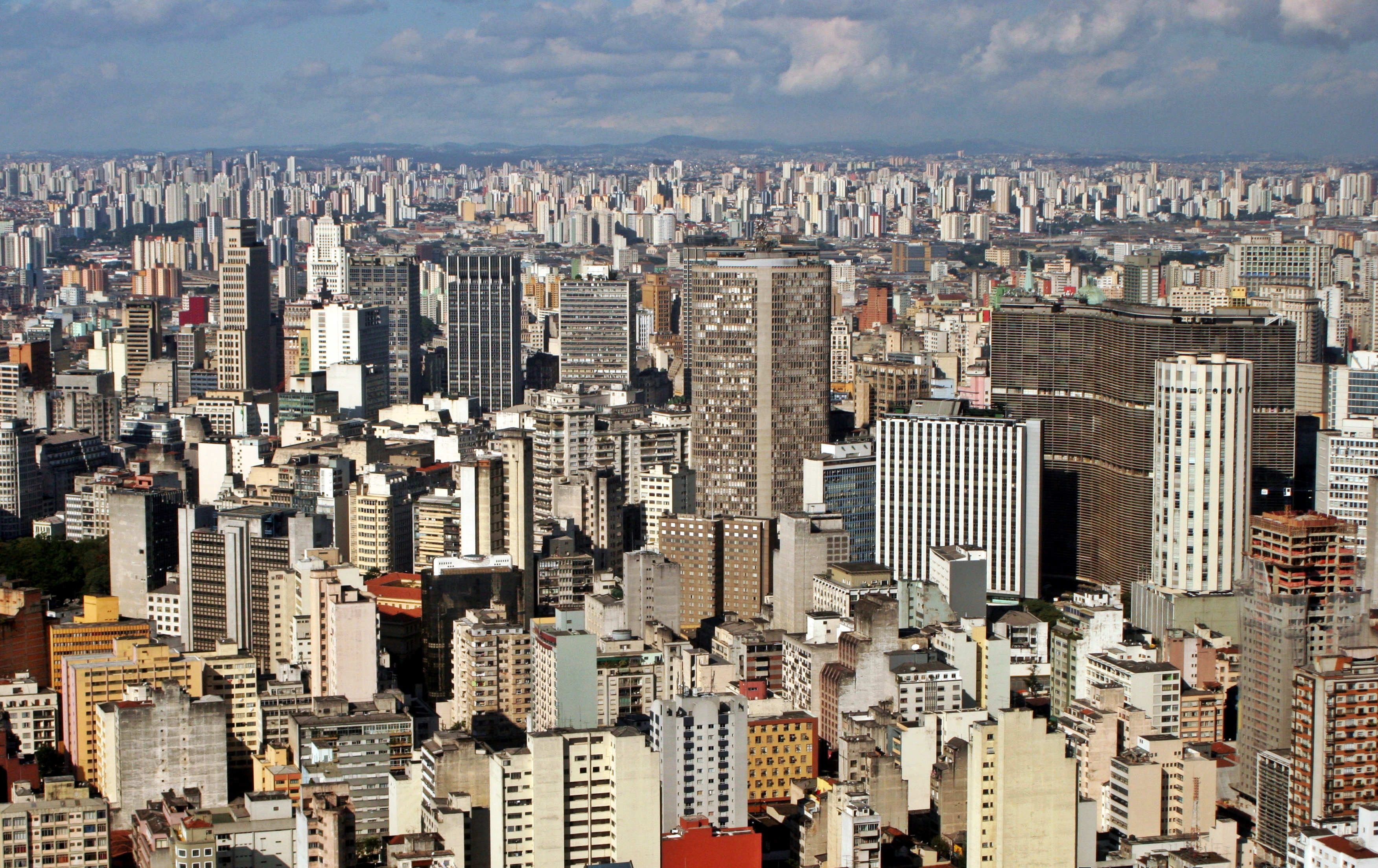
Blick auf das Zentrum von São Paulo mit dem Edifício Itália in der Bildmitte, rechts davon das Edifício Copan

Auf den 46 Stockwerken, die mit 19 Aufzügen zu erreichen sind, befinden sich mehrheitlich Büros.
Im ersten Stock befindet sich das bekannte Restaurant Circolo Italiano San Paolo. Im zweiten Stock befinden sich ein Spielsaal, ein Lesesaal, ein Billardsaal sowie die Büros der Hausverwaltung. Des Weiteren befinden sich im Erdgeschoss ein Theater (Teatro Itália) sowie die Kunstgalerie Biganti, die vornehmlich Werke des Künstlers und Karikaturisten Edmondo Biganti zeigt.
Im obersten Stock des Gebäudes befindet sich das Restaurant Terraço Itália, das 1967 vom italienischen Geschäftsmann Evaristo Comolatti eröffnet wurde. Zuvor befand sich dort nur ein großer Aufenthaltsraum. Das Restaurant ist insbesondere für seine 360-Grad-Sicht auf die gesamte Metropole bekannt, was es zu einem touristischen Anziehungspunkt gemacht hat. Der Luxus und die gehobene Gastronomie des Restaurants ziehen zudem vor allem Prominente und Persönlichkeiten des Stadtlebens von São Paulo an.